# Walter Kaufmann (Philosoph)
Walter Arnold Kaufmann (* 1. Juli 1921 in Freiburg im Breisgau; † 4. September 1980 in Princeton) war ein deutsch-amerikanischer Philosoph, der vor allem durch seine Nietzsche-Übersetzung ins Englische Bedeutung erlangte.

## Leben
Kaufmann stammte aus einer ursprünglich jüdischen Familie, die teilweise zum Christentum konvertiert war. Er selbst wuchs als Lutheraner auf und konvertierte im Alter von zwölf Jahren zum Judentum. Später erklärte er, Atheist zu sein. 1939 emigrierte Kaufmann in die USA und studierte dort Philosophie. Nach einem fünfzehn Monate andauernden Militärdienst während des Zweiten Weltkriegs schrieb er seine Dissertation über Nietzsche’s Theory of Values („Nietzsches Theorie der moralischen Werte“). Von 1947 bis zu seinem Tod im Jahr 1980 lehrte er (zunächst als Instructor) Philosophie an der Princeton University, wo er 1962 zum Full Professor ernannt wurde. Die amerikanische Staatsbürgerschaft hatte er bereits 1960 erhalten.
Kaufmann ist Vertretern der angelsächsischen Philosophie hauptsächlich durch seine Übersetzungen von Nietzsches Werken bekannt. Sein philosophisches Werk umfasst jedoch weit mehr, wie detaillierte Studien über den Existentialismus, das Verhältnis von antiker Tragödie und Philosophie sowie Arbeiten über Religion und Grenzen der Philosophie. Kaufmann übersetzte auch Hegel und Goethe sowie eine Anthologie deutschsprachiger Dichter.

## Schriften (Auswahl)

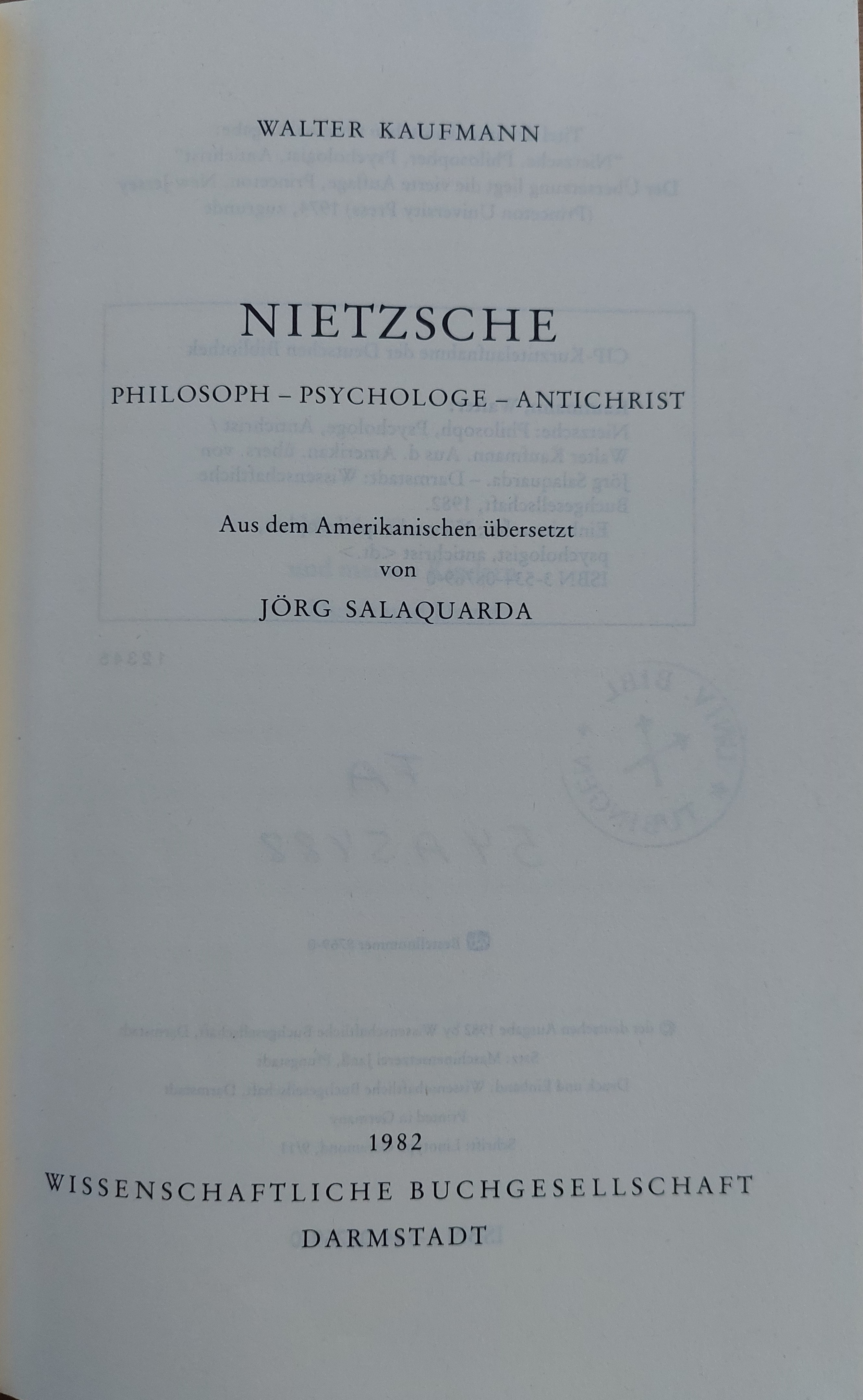
Nietzsche (1982)

- Nietzsche: Philosopher, Psychologist, Antichrist. Princeton 1950
  - (dt.: Nietzsche. Philosoph, Psychologe, Antichrist. WBG, Darmstadt 1982 u. ö., zuletzt 2001 ISBN 3-534-08769-0)[1]
- Critique of Religion and Philosophy, New York 1958
  - (dt.: Religion und Philosophie. München 1966.)
- From Shakespeare to Existentialism, Boston 1959
- The Faith of a Heretic, New York 1961
  - (dt.: Der Glaube eines Ketzers, München 1965)
- Twenty German poets: a bilingual collection. New York, 1962 (Random)
- Tragedy and Philosophy, New York 1968
- Jenseits von Schuld und Gerechtigkeit Hamburg 1974 (Hoffmann & Campe)
- Existentialism, Religion, and Death: Thirteen Essays, New York 1976
- The Future of the Humanities, New York 1977

## Belege
1. ↑  Übersetzer Jörg Salaquarda. Für die wissenschaftliche Arbeit wichtig ist das ausführliche Register von 30 Seiten, nach Stichworten und Unter-Lemmata gegliedert, welches die Arbeit mit N. sehr erleichtert.

| Personendaten    | Personendaten                                |
| ---------------- | -------------------------------------------- |
| NAME             | Kaufmann, Walter                             |
| ALTERNATIVNAMEN  | Kaufmann, Walter Arnold (vollständiger Name) |
| KURZBESCHREIBUNG | deutsch-amerikanischer Philosoph             |
| GEBURTSDATUM     | 1. Juli 1921                                 |
| GEBURTSORT       | Freiburg im Breisgau                         |
| STERBEDATUM      | 4. September 1980                            |
| STERBEORT        | Princeton                                    |